# Supercharge (singolo)
Supercharge è un singolo del gruppo musicale britannico Enter Shikari in collaborazione con il rapper britannico Big Narstie, pubblicato il 23 maggio 2017.

## Descrizione
Il brano nasce già nell'estate 2016 quando gli Enter Shikari e l'MC grime Big Narstie si incontrano in studio e il secondo comincia a rappare alcune rime su una base di riff del gruppo, e si evolve sino alla primavera 2017 sotto la produzione del cantante Rou Reynolds e Tim Morris. Sulla falsariga di Redshift e Hoodwinker, anche Supercharge è stato pubblicato senza alcun preavviso o pre-promozione da parte della band o della sua etichetta, ed è la prima collaborazione ufficiale degli Enter Shikari con un altro artista in un brano inedito.

## Video musicale
Per il brano è stato pubblicato un lyric video animato il 7 giugno 2017.

## Tracce
Testi di Rou Reynolds e Big Narstie, musiche degli Enter Shikari.
1. Supercharge – 3:32

## Formazione
Enter Shikari
- Rou Reynolds – voce, tastiera, programmazione
- Rory Clewlow – chitarra, voce secondaria
- Chris Batten – basso, voce secondaria
- Rob Rolfe – batteria, percussioni, cori

Altri musicisti
- Big Narstie – voce